# Acordos de Grenelle

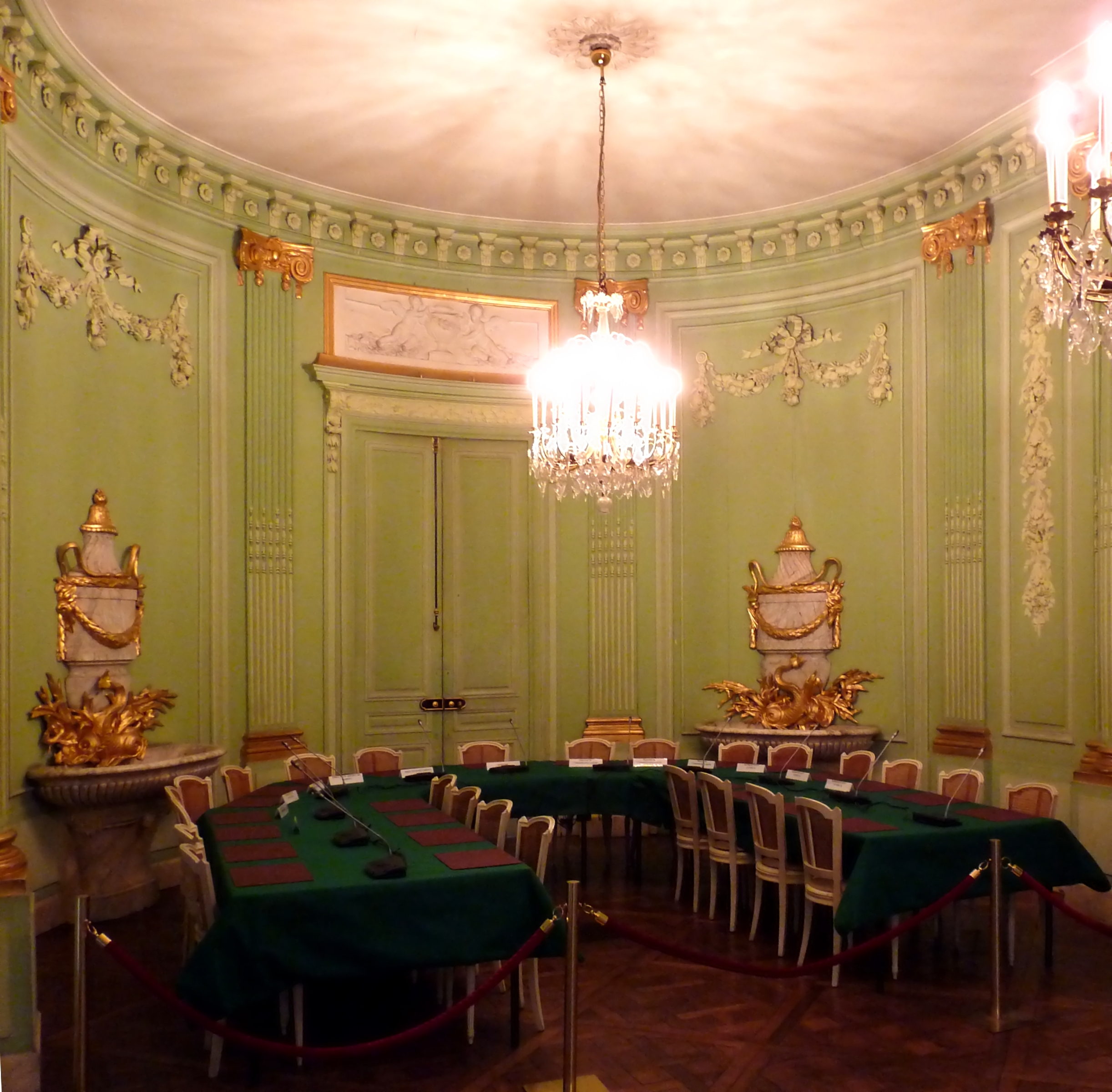
Salão no Hôtel du Châtelet (7.º arrondissement de Paris) onde ocorreram as negociações dos acordos

Os acordos de Grenelle foram o resultado de negociações coletivas, realizadas por iniciativa do governo francês durante o Maio de 1968, que contou com representantes de sindicatos e organizações de empregadores (o patronato). Embora as partes não tenham chegado a um consenso, as principais medidas dos acordos seriam implementadas durante o governo do primeiro-ministro Georges Pompidou (1962-1968).
O texto integral da reunião está disponível no sítio do Ministério do Trabalho do governo francês sob o nome de "relatório" ou "acordo", especificando que este nunca foi assinado.

## As partes
Os acordos de Grenelle foram negociados durante os dias 25 e 26 de maio, em plena crise do Maio de 1968, por representantes do governo Pompidou, sindicatos e organizações patronais.

### Governo
Entre os negociadores do governo estiveram presentes o primeiro-ministro Georges Pompidou, o ministro dos Assuntos Sociais Jean-Marcel Jeanneney, o secretário de estado dos Assuntos Sociais Jacques Chirac e o membro do gabinete de Pompidou Édouard Balladur.

### Sindicatos
- Confederação Geral do Trabalho (CGT): Benoît Frachon, Georges Séguy, André Berteloot, René Buhl, Henri Krasucki e Jean-Louis Moynot;[2]
- Confederação Francesa Democrática do Trabalho (CFDT): Eugène Descamps, René Bonéty, Jean Maire, Paul Caspard, François Lagandré e René Mathevet;[3]
- Força Operária: André Bergeron, Roger Louet, Pierre Tribié, membros do Confederal Bureau, Robert Degris (representando os ferroviários) e Antoine Laval (representando os metalúrgicos);
- Confederação Francesa de Trabalhadores Cristãos (CFTC): delegação chefiada por Joseph Sauty e Jacques Tessier;[4]
- Confederação Francesa de Executivos - Confederação Geral de Executivos (CFE-CGC): delegação chefiada por André Malterre, presidente do CGC, e Roger Millot;
- Federação da Educação Nacional (FEN): James Marangé (secretário geral), Georges Aulong, Jean Gouzy e Jean Simon.

### Patronato
Os empregadores (patronat), na ausência de François Ceyrac que estava hospitalizado, foi representado por:
- Conselho Nacional de Empregadores Franceses (CNPF): Paul Huvelin, chefe da Kléber-Colombes, Marcel Petiet do Sindicato das Indústrias e Comércios de Metalurgia (UIIM), Henri Faure (setor de construção), Jacques Ferry (siderurgia), Jacques Paquette (Comércio), Jean de Précigout (indústria têxtil) e François Peugeo;
- Representantes das pequenas e médias empresas (PME): Daniel Gauban, Gustave Deleau, Aimé d'Oiron.

## Resultados
Os "acordos" de Grenelle, concluídos em 27 de maio de 1968 no Hôtel du Châtelet, trouxem como resultados práticos:
- Aumento de 35% do salário mínimo (salário mínimo interprofissional garantido) e em média de 10% para os demais salários;
- Criação da seção sindical das empresas, promulgada pela lei de 27 de dezembro de 1968.